# Time Out Barcelona
Time Out Barcelona és la franquícia que s'edita a Barcelona de la revista internacional d'origen londinenc Time Out, dedicada a referenciar els espectacles, la restauració i d'altres activitats d'oci que esdevinguin setmanalment a Catalunya. L'edita 80+4 Publicacions.
La revista va començar a publicar-se el gener del 2008 com una guia cultural i d'oci de la ciutat de Barcelona. Del primer número se'n van vendre més de 25.000 exemplars. A mitjans del 2010 va llançar Time Out Teatre, publicació gratuïta de distribució als teatres públics de Barcelona i als associats a l'Associació d'Empreses de Teatre de Catalunya (ADETCA). Amb el nom de Time Out Cultura i, posteriorment, Time Out Cap de 7mana, el novembre de 2010 va començar a distribuir-se amb el diari Ara. El 4 de gener de 2012 va passar a distribuir-se amb El Periódico de Catalunya. Al maig de 2015 va llançar la seva nova web, disponible en català, anglès i castellà.
N'han estat directors Toni Puntí (2008), Xavier Muniesa (2008 – 2 d'abril de 2009), Xavier Cervantes, Vicent Sanchis (segons les fonts; malgrat que ha estat desmentit pel mateix Sanchis en altres mitjans) Glòria Gasch, Ramon Torrents, Andreu Gomila (16 de juny del 2010 – gener del 2017) i María José Gómez (febrer del 2017 fins a l'actualitat).

## Premis i reconeixements
- Premi Nacional de Mitjans d'arrel digital 2014[10]